# 곤양중학교
곤양중학교(昆陽中學校)는 대한민국 경상남도 사천시 곤양면 송전리에 있는 공립 중학교이다.

## 학교 연혁
- 1954년 6월 1일 : 곤양중학교 개교
- 2008년 3월 1일 : 학칙 변경 6학급(특수학급 1) 인가
- 2009년 7월 16일 : 농산어촌 전원학교 지정
- 2011년 12월 16일 : 농산어촌 전원학교 추가지정
- 2022년 9월 1일 : 제28대 주형규 교장 취임
- 2023년 3월 2일 : 2023학년도 입학식(신입생 11명)
- 2024년 1월 15일 : 제69회 졸업식(22명 졸업, 누적 7,473명)

## 참고 자료
- 곤양중학교 - 한국교육학술정보원 학교알리미